# ロバートソン郡 (テキサス州)
ロバートソン郡（ロバートソンぐん、英: Robertson County）は、アメリカ合衆国テキサス州の中央部に位置する郡である。2010年国勢調査での人口は16,622人であり、2000年の16,000人から3.9%増加した。郡庁所在地はフランクリン市（人口1,564人）であり、同郡で人口最大の町はハーン市（人口4,459人）である。郡名はテキサス独立宣言に署名した初期開拓者スターリング・C・ロバートソンに因んで名付けられた。
ロバートソン郡は、ブライアン・カレッジステーション大都市圏に属している。

## 地理
アメリカ合衆国国勢調査局に拠れば、郡域全面積は866平方マイル (2,243 km2)であり、このうち陸地855平方マイル (2,214 km2)、水域は11平方マイル (28 km2)で水域率は1.28%である。

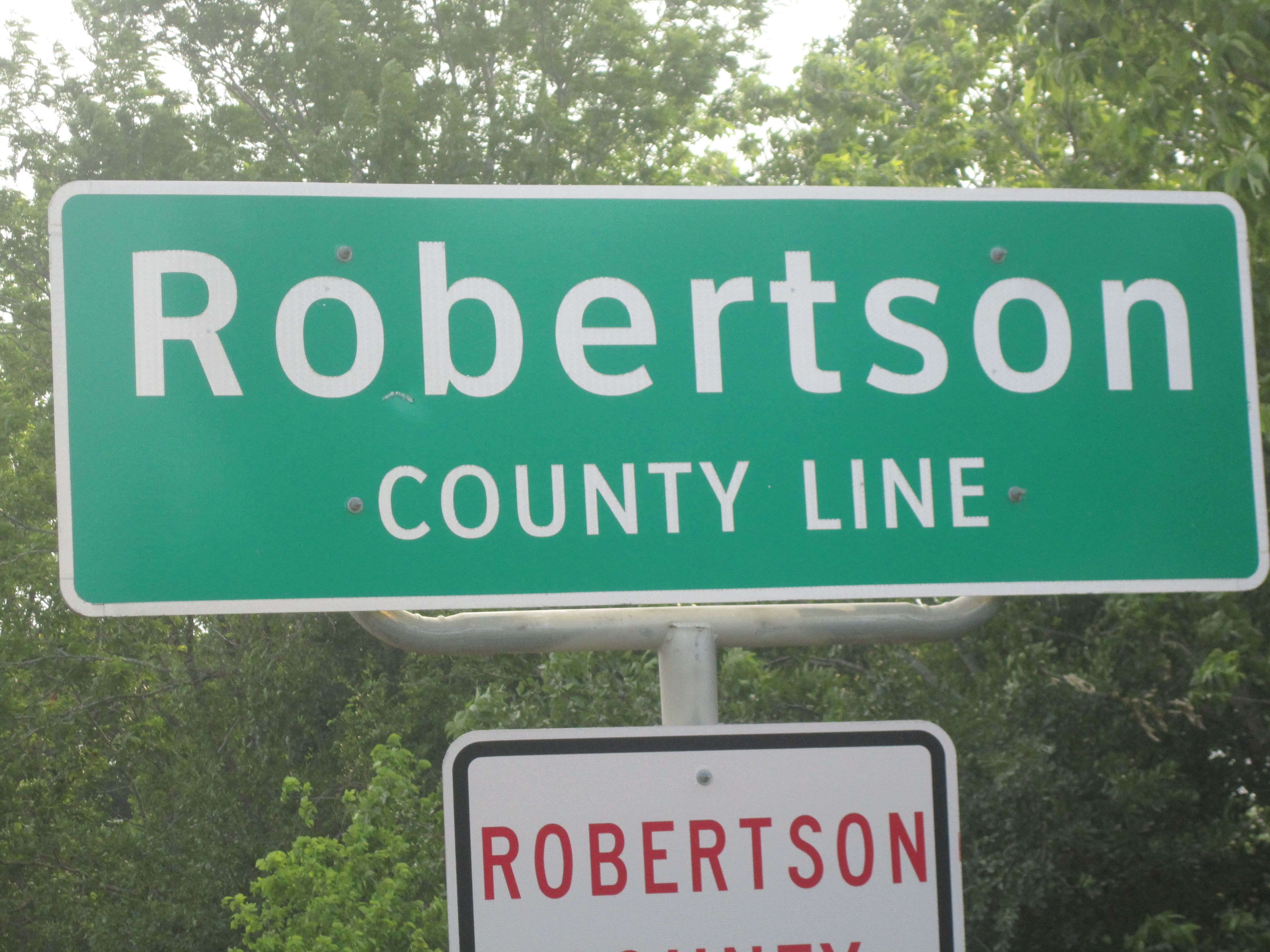
ロバートソン郡境の標識

### 主要高規格道路
- アメリカ国道79号線
- アメリカ国道190号線
- テキサス州道6号線
- テキサス州道7号線

### 隣接する郡
- ライムストーン郡 - 北
- レオン郡 - 北東
- ブラゾス郡 - 南東
- バールソン郡 - 南
- ミラム郡 - 南西
- フォールズ郡 - 北西

## 人口動態
以下は2000年の国勢調査による人口統計データである。
| 基礎データ - 人口: 16,000人 - 世帯数: 6,179 世帯 - 家族数: 4,356 家族 - 人口密度: 7人/km2（19人/mi2） - 住居数: 7,874軒 - 住居密度: 4軒/km2（9軒/mi2） 人種別人口構成 - 白人: 66.20% - アフリカン・アメリカン: 24.19% - ネイティブ・アメリカン: 0.42% - アジア人: 0.16% - 太平洋諸島系: 0.05% - その他の人種: 7.17% - 混血: 1.79% - ヒスパニック・ラテン系: 14.74% 年齢別人口構成 - 18歳未満: 28.2% - 18-24歳: 7.5% - 25-44歳: 24.2% - 45-64歳: 23.1% - 65歳以上: 17.0% - 年齢の中央値: 38歳 - 性比（女性100人あたり男性の人口） - 総人口: 91.0 - 18歳以上: 87.7 | 世帯と家族（対世帯数） - 18歳未満の子供がいる: 32.0% - 結婚・同居している夫婦: 51.1% - 未婚・離婚・死別女性が世帯主: 15.5% - 非家族世帯: 29.5% - 単身世帯: 26.9% - 65歳以上の老人1人暮らし: 14.5% - 平均構成人数 - 世帯: 2.55人 - 家族: 3.09人 収入と家計 - 収入の中央値 - 世帯: 28,886米ドル - 家族: 35,590米ドル - 性別 - 男性: 30,795米ドル - 女性: 21,529米ドル - 人口1人あたり収入: 14,714米ドル - 貧困線以下 - 対人口: 20.6% - 対家族数: 17.3% - 18歳未満: 28.7% - 65歳以上: 21.6% |

## 都市と町
- ブレモンド
- カルバート
- フランクリン - 郡庁所在地
- ハーン

### 未編入の町
- イースタリー
- ハモンド
- マムフォード
- ニューベイデン
- リッジ
- ティドウェルプレーリー
- ウィーロック